# 森林公園南門駅
森林公園南門駅（しんりんこうえんみなみもんえき）は中華人民共和国北京市朝陽区に位置する北京地下鉄8号線の駅。

## 歴史
- 2008年7月19日 - 開業。ただし、北京オリンピックの選手、関係者、観客のみしか使用できなかった。
- 2008年9月20日 - 一般開放。

## 駅構造

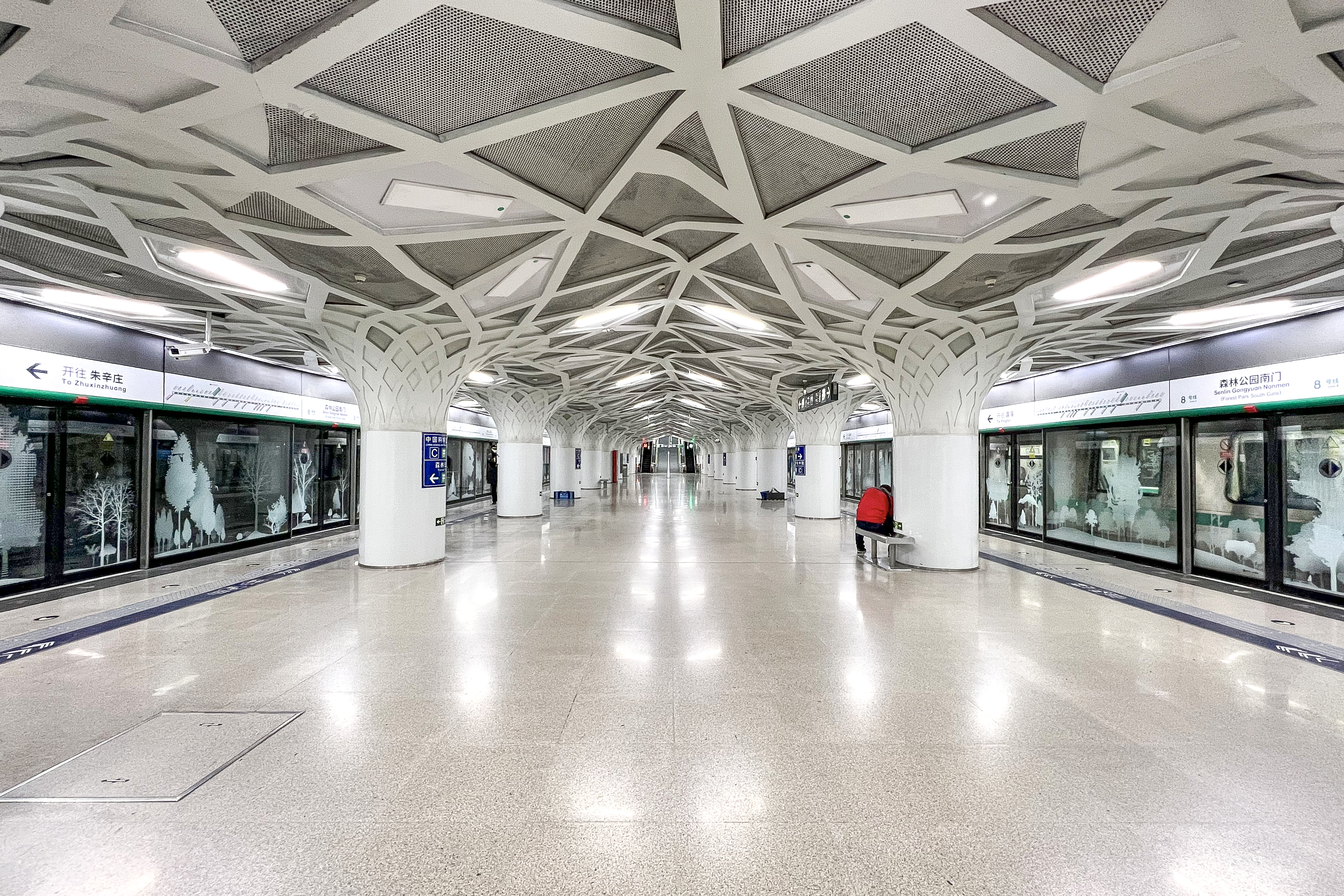
ホーム（2022年3月）

島式ホーム1面2線を有する地下駅。開業当初からホームドア設置。『森』をテーマとしたデザインとなっている。出口は4箇所ある。
北京オリンピックに対するテロ対策のため、2008年9月20日まで選手、関係者、観客のみしか使用できなかった。
| 8号線ホーム | ←8号線 朱辛莊方面 |
| 8号線ホーム | 島式ホーム        |
| 8号線ホーム | 8号線 瀛海方面→   |

## 駅周辺
- 国家速滑館
- 国家テニスセンター
- 北京奥運村
- 中国科学技術館（中国語版）
- 北京オリンピックタワー
- アジアインフラ投資銀行

## 隣の駅
北京地下鉄
■8号線
林萃橋駅 - 森林公園南門駅 - オリンピック公園駅